# Oficina del Inspector General de Aviación del Ejército
La Oficina del Inspector General de Aviación del Ejército o la Inspección General de Aviación (陸軍航空総監部 Rikugun kōkū sōkanbu) fue uno de los principales organismos centrales del Ejército Imperial Japonés, subordinado directamente al emperador, y encargada principalmente de la planificación y supervisión de la capacitación del personal de vuelo y mantenimiento del aire del Servicio Aéreo del Ejército Imperial Japonés.
Se creó en diciembre de 1938 y fue clausurado en abril de 1945 "por tiempo indefinido". Sin embargo, nunca volvió a abrir debido a la disolución del Ejército tras la finalización de la guerra.
El personal destinado en la Inspección de Aviación, incluyendo a su jefe, el Inspector General de Aviación del Ejército, ocupaba en su mayoría cargos compartidos con el Cuartel General de Aviación del Ejército (陸軍航空本部, Rikugun Kōkū Honbu). Las oficinas se ubicaron junto con el Cuartel General de Aviación en el distrito de Kōjimachi, en la ciudad de Tokio. Sin embargo, con el inicio de la guerra del Pacífico en diciembre de 1941, fueron trasladadas al antiguo emplazamiento de la Academia del Ejército, en el distrito de Ushigome, en la misma ciudad.

## Historia

### Contexto
La historia de la aviación militar japonesa comenzó en 1904, durante la guerra ruso-japonesa, cuando una unidad temporal de globos aerostáticos participó por primera vez en combate. Tras la guerra, en 1907, se estableció la primera unidad permanente de aviación: un escuadrón de globos aerostáticos integrado en la Brigada de Transporte del Regimiento de la Guardia Imperial.
En 1909, se formó un Comité temporal de investigación para el uso militar de globos, lo que marcó el inicio de estudios más serios sobre la operatividad aérea. Durante la Primera Guerra Mundial, se organizaron escuadrones de aviación de forma temporal, y en diciembre de 1915 se estableció el primer Batallón de Aviación. En 1917, este batallón se amplió a dos unidades, y en los años siguientes el número de batallones continuó en aumento.
Durante este tiempo, desde las primeras unidades de globos de la era Meiji hasta los batallones de aviación, el personal de la aviación del Ejército estaba compuesto por miembros de diversas ramas del ejército, y su operación estaba alineada principalmente con las funciones del cuerpo de ingenieros.
En aquella época, el Ejército japonés se organizaba en torno a tres funciones principales: la administración militar, el mando operativo y la educación. La administración militar, que abarcaba los asuntos políticos y administrativos, estaba a cargo del ministro del Ejército a través del Ministerio del Ejército); el mando operativo, encargado de la dirección y gestión de las tropas, era responsabilidad del Jefe del Estado Mayor, quien operaba desde la Oficina del Estado Mayor del Ejército; la educación, que incluía la formación y entrenamiento de los soldados, recaía en la Oficina del Inspector General de Entrenamiento Militar. 
Cada una de estas funciones estaba bajo la supervisión directa del Emperador, y este sistema era conocido como los "Tres Jefes del Ejército" o (陸軍三長官, Rikugun San Chōkan). Las oficinas correspondientes de cada uno de estos oficiales se denominaban colectivamente los "Organismos Centrales de Supervisión".
En abril de 1919 se estableció el Departamento General de Aviación del Ejército o Rikugun Rikugun kōkūbu, como se le conocía popularmente. Este organismo asumió la responsabilidad de la investigación en temas relacionados con la aviación, fabricación y suministro de equipos, además de la administración militar. También tenía bajo su supervisión la educación especializada en aviación, que incluía la formación en pilotaje y el mantenimiento de equipos aeronáuticos. Aunque en general la educación militar estaba bajo la jurisdicción de la Oficina del Inspector General de Entrenamiento Militar, debido al rápido avance de la tecnología aeronáutica, se decidió que el Departamento General de Aviación, subordinada al Ministerio de Guerra, se encargara tanto de la administración militar como de la formación en aviación.
En mayo de 1925, la aviación del Ejército, que hasta entonces había estado integrada por diversas ramas, se consolidó como un cuerpo independiente llamado Cuerpo de Aviación del Ejército (航空兵科, Kōkū Heika). Al mismo tiempo, el Departamento General de Aviación del Ejército fue elevado a Cuartel General de Aviación del Ejército (陸軍航空本部, Rikugun Kōkū Honbu).
Aunque las funciones del nuevo Cuartel General de Aviación no diferían mucho de las del antiguo Departamento de Aviación, el personal y la estructura se ampliaron considerablemente. Con el paso del tiempo, el Cuerpo de Aviación del Ejército siguió creciendo, y el Cuartel General de Aviación, encargado tanto de la administración militar como de la educación en aviación, reforzó su autoridad mediante varias reformas organizativas, hasta convertirse en una agencia externa del Ministerio de Guerra. 
En noviembre de 1936, el Ministerio de Guerra formuló el "Plan de Expansión Militar" (軍備充実計画ノ大綱, Gunbi Jūjitsu Keikaku no Taikō), un proyecto de seis años que se implementaría a partir del año siguiente, conocido como el "Primer Plan de Armamento" (一号軍備, Ichigō Gunbi). En este plan, se dio especial prioridad al fortalecimiento de las fuerzas aéreas. Durante este período, comenzó a circular entre los altos mandos del Ejército el lema "Prioridad Aérea" (航空優先, Kōkū Yūsen).
Sin embargo, en la práctica, la aviación militar, al ser la rama más reciente del Ejército, carecía de una estructura central bien consolidada y su estatus no alcanzaba el nivel de otras ramas más tradicionales. Como respuesta irónica al lema "Prioridad Aérea", surgió la expresión "Dominio Terrestre" (地上絶対, Chijō Zettai), que sugería que, a pesar de la importancia otorgada a la aviación, las fuerzas terrestres, como la infantería, seguían siendo vistas como una presencia indispensable y superior en el campo de batalla.
En 1936, en medio de las reformas estructurales dentro de la organización central del Ejército, se discutieron varias propuestas relacionadas con la aviación. Una de ellas fue la creación de un "Ministerio de Aviación" (航空省, Kōkūshō) en colaboración con la Armada. Otra opción debatida fue establecer una "Oficina de Aviación" (航空局, Kōkūkyoku) dentro del Ministerio de Guerra. No obstante, ninguna de estas propuestas llegó a materializarse.
Por otro lado, se presentó la idea de crear una "Oficina del Inspector General de Aviación" (航空総監部, Kōkū Sōkanbu), que estaría directamente subordinada al Emperador. Este organismo se encargaría no solo de la educación, sino también de la administración militar y del mando de las unidades aéreas. Sin embargo, los líderes del Ejército no llegaron a un consenso, y la propuesta quedó en suspenso. En su lugar, se estableció el Comando del Cuerpo Aéreo (航空兵団司令部, Kōkū Heidan Shireibu) como la entidad responsable de la coordinación de las unidades.
Estas propuestas reflejaban el deseo de algunos sectores del Ejército de fortalecer e independizar la aviación militar, con el objetivo final de crear una "Fuerza Aérea". Sin embargo, el estallido de la Guerra Sino-Japonesa en julio de 1937 llevó a que el debate sobre la independencia de la aviación militar se tratara con mayor cautela y se pospusiera temporalmente.

### Establecimiento
En la primavera de 1938, el ejército japonés comenzó a sentir un renovado interés por la independencia de su fuerza aérea, influenciado por la rápida reconstrucción de la Luftwaffe alemana. Se propuso la creación de la "Oficina de Inspección General de Aviación" (航空総監部, Kōkū Sōkanbu), un organismo directamente subordinado al Emperador, encargado exclusivamente de la educación especializada en aviación. Esta propuesta surgió en el seno del Estado Mayor del Ejército y fue respaldada también por la Sección Militar del Ministerio de Guerra. 
El objetivo de esta nueva institución era otorgar a la aviación del ejército un estatus semiindependiente. Dado que la aviación del ejército estaba en plena expansión y transformación gracias a los programas de armamento tipo 1, esta medida representaba un avance significativo. Sin embargo, implicaba romper con la tradición del ejército, que se centraba en la uniformidad de la educación militar, y contradecía el sistema existente de los "Tres Altos Oficiales del Ejército" (陸軍三長官制, Rikugun San Chōkan Sei). Por estas razones, el Departamento de Inspección General de Educación (教育総監部, Kyōiku Sōkanbu) se opuso firmemente a la creación de este nuevo organismo.
A pesar de esta resistencia, los altos mandos del ejército comenzaron a reconocer la necesidad de una educación especializada en aviación. Esto, sumado al apoyo de Shinichi Tanaka, jefe de la Sección Militar del Ministerio del Ejército, y al impulso decisivo del Viceministro del Ejército, Hideki Tojo, quien también ocupaba el puesto de jefe del Cuartel General de Aviación, llevó finalmente a la creación del Departamento de Inspección General de Aviación del Ejército.

## Composición
Estaba dirigida por un Inspector general que era responsable de la capacitación técnica y táctica del Servicio Aéreo del Ejército y de los otros servicios relacionados con el Servicio Aéreo del Ministerio de la Guerra. Estaba compuesto por lo siguiente:
Asuntos Generales (somobu)
- Asuntos Generales (Servicios administrativos) - personal, finanzas, etc.
- Sección 1. Entrenamiento aéreo general (relacionada con el departamento de instrucción e instrucción aérea)
- Sección 2. Regulaciones de investigación y entrenamiento aéreas (relacionadas con las unidades de investigación de aeronaves y Arsenal Aéreo de Tachikawa)
- Sección 3. Escuelas aéreas especiales (relacionadas con el departamento de entrenamiento e instrucción aérea)

Oficinas secundarias
- Defensa Aérea (unidades AA)
- Ingeniería de aeródromos
- Transporte aéreo
- Unidad Aérea de Guerra Química
- Inteligencia Aérea y Comunicaciones

## Lista de inspectores generales de Aviación
- Tomoyuki Yamashita: inspector general de Aviación del Ejército
- Príncipe Mikasa: inspector general de Aviación del Ejército
- Torashirō Kawabe: jefe adjunto, Inspección General de la Fuerza Aérea
- Korechika Anami: inspector general de Aviación del Ejército
- Hideki Tōjō: inspector general de Aviación del Ejército
- Kenji Doihara: inspector general de Aviación del Ejército

- Datos: Q6038484
- Multimedia: Inspectorate General of Aviation / Q6038484